# Trichoglossus
Trichoglossus je jeden z několika rodů loriů. Někteří biologové jej řadí jako rod z čeledi papouškovití, avšak běžněji se řadí do čeledi Psittaculidae a podčeledi loriové. Dalšími rody loriů jsou například rody Eos nebo Lorius. Nejznámějším druhem z tohoto rodu je lori mnohobarvý, který je široce oblíbený mezi chovateli okrasného ptactva. Jedná se o velmi pestře zbarvené druhy hrající všemi barvami.

## Výskyt a populace
Veškeré druhy z rodu Trichoglossus bychom nalezli v Austrálii, Mikronésii a Filipínách. Některé druhy bychom nalezli i v Melanésii.
Přestože lori mnohobarvý a několik dalších druhů loriů jsou mezi chovateli velmi oblíbení, jejich populace pozvolna klesá. Původcem těchto problémů je krom ničení jejich přirozeného prostředí i velmi častý odchyt ptáků z volné přírody. Například druhy lori vínorudý a lori vlnkovaný jsou již zapsané na Červeném seznamu ohrožených druhů IUCN jako téměř ohrožené.

## Podřazené taxony
BioLib uvádí celkem 11 druhů tohoto rodu.
- lori timorský (Trichoglossus capistratus)
- lori žlutoskvrnný (Trichoglossus chlorolepidotus)
- lori žlutohlavý (Trichoglossus euteles)
- lori žlutozelený (Trichoglossus flavoviridis)
- lori mnohobarvý (Trichoglossus haematodus)
- lori vlnkovaný (Trichoglossus johnstoniae)
- Trichoglossus meyeri
- lori ozdobný (Trichoglossus ornatus)
- lori vínorudý (Trichoglossus rubiginosus)
- lori rudopáskový (Trichoglossus rubritorquis)
- lori floreský (Trichoglossus weberi)

Handbook of the Birds of the World však reflektuje již 14 druhů, neboť uznává řadu poddruhů lori mnohobarvého za samostatné druhy. Odpovídající klasifikaci používají i české zoologické zahrady.
- lori timorský (Trichoglossus capistratus)
- lori žlutoskvrnný (Trichoglossus chlorolepidotus)
- lori žlutohlavý (Trichoglossus euteles)
- lori žlutozelený (Trichoglossus flavoviridis)
- lori mnohobarvý (Trichoglossus haematodus)
- lori vlnkovaný (Trichoglossus johnstoniae)
- Trichoglossus meyeri
- lori ozdobný (Trichoglossus ornatus)
- lori vínorudý (Trichoglossus rubiginosus)
- lori rudopáskový (Trichoglossus rubritorquis)
- lori floreský (Trichoglossus weberi)
- lori sumbawský (Trichoglossus forsteni)
- lori biakský (Trichoglossus rosenbergii)
- lori horský (Trichoglossus moluccanus)

## Chov v zoo
V českých zoo byli podle jimi využívané klasifikace papoušků ke konci roku 2018 chováni tito loriové rodu Trichoglossus:
- lori žlutoskvrnný (Trichoglossus chlorolepidotus)
- lori žlutohlavý neboli hnědohlavý (Trichoglossus euteles)
- lori sumbawský (Trichoglossus forsteni)
- lori mnohobarvý (Trichoglossus haematodus)
- lori červenotemenný (Trichoglossus iris)
- lori vlnkovaný (Trichoglossus johnstoniae)
- lori horský (Trichoglossus moluccanus)

### Chov v Zoo Praha
V Zoo Praha byli ke konci roku 2018 chováni tito zástupci rodu Trichoglossus:
- lori žlutoskvrnný (Trichoglossus chlorolepidotus)
- lori sumbawský (Trichoglossus forsteni)
- lori vlnkovaný (Trichoglossus johnstoniae)
- lori horský (Trichoglossus moluccanus)

Zoo Praha má na starosti evropský monitoring lori sumbawského a lori vlnkovaného.